# Pizzaschneider

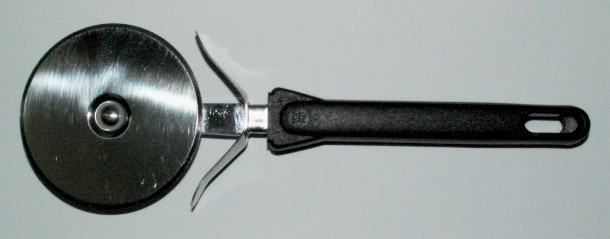
Pizzaschneider

Ein Pizzaschneider ist ein rundes Messer, das drehbar an einem Griff befestigt ist. Es wird hauptsächlich zum Schneiden von Pizzen verwendet, kommt aber auch bei anderem Fladengebäck wie Flammkuchen zum Einsatz. Mit Druck wird es über das Schnittgut geführt. Durch die geringe Fläche, die das Schnittgut berührt, bleibt weniger Belag an der Schneide kleben, da er, anders als bei starren Klingen, beim Schneiden nicht verschoben wird. Für eine gute Qualität ist die belastbare Befestigung des Schneidrades am Griffstück wesentlich.

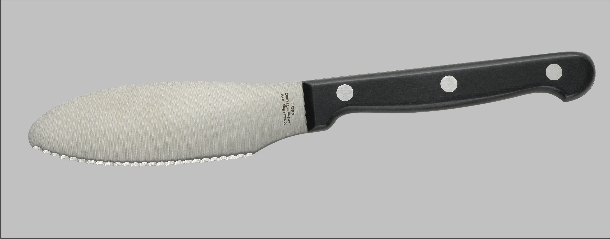
Pizzamesser

Während der vorgenannte Pizzaschneider nur zum Zerteilen der Pizza und nicht als Besteck am Tisch geeignet ist, ist das Pizzamesser ein speziell entwickeltes Schneidgerät zum Schneiden von Pizza auf dem Teller, das die Eigenschaften des vorgenannten runden Pizzaschneiders mit denen eines üblichen Besteckmessers verbindet. Dies soll durch eine spezielle Klingengeometrie und einen hierauf abgestimmten Wellenschliff erreicht werden.